# Balzac và cô thợ may Trung Hoa (phim)
Balzac và cô thợ may Trung Hoa (giản thể: 巴尔扎克与小裁缝; phồn thể: 巴爾扎克與小裁縫; tiếng Pháp: Balzac et la Petite Tailleuse Chinoise) là một bộ phim chính kịch lãng mạn Pháp–Trung năm 2002 với lời thoại bằng phương ngữ Tứ Xuyên do Đới Tư Kiệt đạo diễn với sự tham gia của Châu Tấn, Trần Khôn và Lưu Diệp. Phim được công chiếu lần đầu tại Liên hoan phim Cannes 2002 vào ngày 16 tháng 5.
Dựa trên cuốn tiểu thuyết bán tự truyện cùng tên năm 2000 của Đới, bộ phim xoay quanh hai chàng trai trẻ người Trung Quốc xuất thân từ giai cấp tư sản bị đưa đến một ngôi làng hẻo lánh ở tỉnh Tứ Xuyên để cải tạo ba năm trong Cách mạng Văn hóa. Cả hai đều yêu một cô gái địa phương xinh đẹp, cháu gái của một thợ may già và được mọi người biết đến với danh xưng "Cô thợ may". Trong những năm bị áp bức tinh thần đó, cả ba tìm thấy niềm an ủi và giải thoát trong bộ sưu tập tiểu thuyết dịch bị cấm của các tác giả phương Tây, trong đó họ yêu thích nhà văn Balzac. Bộ phim khám phá các chủ đề về tuổi trẻ, tình yêu và tự do trong thời kỳ đen tối ở Trung Quốc.

## Nội dung
Bộ phim lấy bối cảnh từ năm 1971 đến năm 1974, trong giai đoạn sau của Cách mạng Văn hóa Trung Quốc. Hai chàng trai thành phố ở độ tuổi cuối thiếu niên, Lạc Minh (do Trần Khôn thủ vai) và Mã Kiếm Linh (Lưu Diệp thủ vai), đang trên đường đến một ngôi làng hẻo lánh ở tỉnh miền núi Tứ Xuyên để cải tạo. Khi đến nơi, hai anh chàng bị Trưởng làng (Vương Song Bảo), trưởng làng thẩm vấn về "lý lịch phản động" trước sự chứng kiến của những người dân làng khác. Cha của Lạc hóa ra là một nha sĩ đã từng lắp răng giả cho Tưởng Giới Thạch, trong khi cha của Mã là một bác sĩ. Cảnh sát trưởng cũng kiểm tra hành lý của hai anh và đốt một cuốn sách dạy nấu ăn mà ông ta cho là tư sản. Ông ta định ném cây vĩ cầm của Mã vào lửa thì bị Lạc chặn lại, nói dối rằng bản Divertimento KV 334 Mã của Mozart chơi là một "bài hát miền núi" có tựa đề Mozart đang nghĩ đến Mao Chủ tịch.
Hai anh chàng được cấp một căn nhà và ngay lập tức tham gia lao động cùng người dân địa phương, bao gồm vận chuyển những thùng chất thải của người dùng làm phân bón cũng như làm việc trong mỏ than. Một ngày nọ, một cô gái trẻ, cháu gái của một thợ may ở làng bên cạnh và được mọi người gọi là Cô thợ may (Châu Tấn), đến cùng ông nội để nghe Mã chơi violin. Lạc và Mã kết bạn với Cô thợ may và nhanh chóng cả hai đều yêu cô ấy. Cô gái mù chữ nhưng khao khát kiến thức và các chàng trai thề sẽ giúp cô thay đổi, lên kế hoạch đánh cắp chiếc vali chứa đầy tiểu thuyết phương Tây dịch bị cấm của Tứ Nhãn (Vương Hoành Vĩ), một anh chàng khác đang được cải tạo trong làng nhưng nhất định phải quay lại thành phố. Lạc bắt đầu đọc cho Cô thợ may nghe mỗi ngày, bao gồm cả sách của Stendhal, Kipling và Dostoevsky. Nhưng tác giả mà cô yêu thích nhất lại là Balzac.
Cô thợ may sớm phải lòng Lạc. Một ngày nọ, khi Lạc lên thành phố trong kỳ nghỉ phép hai tháng để thăm người cha ốm yếu, cô nói với anh rằng cô có một vấn đề nhưng không nói rõ hơn. Sau đó, cô tâm sự với Mã rằng cô đang mang thai, nhưng luật hạn chế dân số cấm kết hôn trước 25 tuổi và phá thai là bất hợp pháp nếu không có giấy đăng ký kết hôn. Mã đi đến thành phố để tìm một bác sĩ phụ khoa quen biết cha anh và cầu xin sự giúp đỡ của người này. Bác sĩ phụ khoa cảm động và đồng ý đến làng để thực hiện một ca phá thai bí mật. Khi Lạc trở về, cuộc sống lại tiếp tục như trước.
Tuy nhiên, một ngày nọ, Cô thợ may, giờ đã hoàn toàn thay đổi bởi những tư tưởng mới mà Lạc và Mã đã giới thiệu cho cô, đột ngột quyết định rời làng để tìm kiếm "một cuộc sống mới", bất chấp lời cầu xin từ ông nội cô và Lạc. Sau đó, vào năm 1974, Lạc và Mã đều trở lại thành phố. Lạc sau đó trở thành giáo sư tại một viện nha khoa ở Thượng Hải, trong khi Mã chuyển đến Pháp và trở thành một nghệ sĩ violin chuyên nghiệp. Vào cuối những năm 1990, khi biết tin việc xây dựng đập Tam Hiệp sẽ sớm làm ngập lụt ngôi làng mà anh đã ở đó ba năm, Mã quay trở lại với hy vọng tìm được Cô thợ may một lần nữa. Tuy nhiên, những nỗ lực của anh đều vô ích và anh chỉ mang về một đoạn video ghi lại cảnh làng và người dân, trong đó có cả vị trưởng làng hiện đã già. Khi Mã gặp lại người bạn cũ Lạc ở Thượng Hải, người sau thú nhận nỗ lực tìm kiếm Cô thợ may ở Thâm Quyến và Hồng Kông đã thất bại trước đó. Bộ phim kết thúc bằng một đoạn tin tức về những thị trấn, làng mạc bị ngập lụt và cảnh cả ba người quay về những năm tháng tuổi trẻ cũng chìm trong nước.

## Phân vai
- Châu Tấn vai Cô thợ may, một cô thôn nữ xinh đẹp và mù chữ, cháu gái một thợ may
- Lưu Diệp vai Mã Kiếm Linh, một cậu bé thành thị xuất thân tư sản được gửi đến một ngôi làng hẻo lánh để cải tạo trong Cách mạng Văn hóa
- Trần Khôn trong vai Lạc Minh, chàng trai cùng hoàn cảnh với Mã, bạn thân của Mã và là người yêu của Cô thợ may
- Vương Song Bảo vai Trưởng làng
- Vương Hoành Vĩ trong vai Tứ Nhãn, một cậu bé có hoàn cảnh tương tự như Mã và Lạc, người có vẻ hết lòng đón nhận những lời dạy của Mao.

## Giải thưởng và đề cử
- Quả cầu vàng, 2003[3][4]
  - Phim nói tiếng nước ngoài hay nhất (được đề cử)
- Liên hoan phim quốc tế Istanbul, 2003
  - Hoa Tulip Vàng (được đề cử)
- Liên hoan phim Kim Mã, 2003
  - Kịch bản chuyển thể hay nhất (được đề cử)
- Giải thưởng Điện ảnh Hồng Kông, 2004
  - Phim châu Á hay nhất (được đề cử)

## Sản xuất và đón nhận
Đới Tư Kiệt vừa là nhà văn, tác giả của tiểu thuyết cùng tên vừa là đạo diễn của bộ phim. Trên đà thành công của cuốn tiểu thuyết, Đới Tư Kiệt viết kịch bản và tự mình đạo diễn bộ phim cùng tên. Ông đã chọn Châu Tấn đóng vai cô thợ may và khen ngợi nữ diễn viên có vẻ đẹp thuần khiết. Trần Khôn được chọn vào vai Lạc trong phim và được khen ngợi là phong trần hơn so với nhân vật thanh niên tuổi ngoài 20. Đới Tư Kiệt đã từng trải qua cuộc "tự cải tạo" từ 1971-1974 trong Cách mạng Văn hoá. Đây cũng là bối cảnh và hoàn cảnh của nhân vật mà ông đã viết trong tiểu thuyết cũng như khi làm đạo diễn phim. Ông phát biếu: “Làm một bộ phim khó gấp ngàn lần so với khi viết một quyển sách".
Phim được nhận định là sự giao thoa văn hóa giữa Pháp và Trung Quốc. Phim được đánh giá cao qua diễn xuất của các diễn viên, đặc biệt là Châu Tấn. Cô được xem là "thiên tài diễn xuất", được ca ngợi về sắc đẹp.

## Phát hành
Balzac và cô thợ may Trung Hoa được phát hành trên DVD vào ngày 29 tháng 11 năm 2005 tại Hoa Kỳ và được phân phối bởi Empire Pictures. Dù rằng được đề cử nhiều giải thưởng nhưng bộ phim vẫn không được công chiếu ở Trung Quốc.